# Houtschotelkorst
Houtschotelkorst (Lecanora saligna) is een korstmossoort uit de familie Lecanoraceae. Hij komt voor op bomen en op hout. Hij leeft in symbiose met de alg Trebouxia.

## Determinatie
Houtschotelkorst is een korstvormig korstmos. Het thallus heeft een diameter tot 8 cm. De kleur is geelgrijs tot grijs. Het heeft de volgende kenmerkende kleurreacties.

## Verspreiding
In Nederland is houtschotelkorst vrij algemeen. Hij is niet bedreigd en staat niet op de Nederlandse Rode Lijst.